# Vementry
Vementry är en ö i kommunen Shetlandsöarna och riksdelen Skottland i Storbritannien. Ön ligger norr om West Mainland, som är den västra delen av Mainland, Shetlandsöarnas huvudö, i den sydöstra delen av St Magnus Bay, söder om den större ön Muckle Roe. Vementry skiljs från Mainland av smala sund. På Mainland, mitt emot ön, ligger gården Vementry Farm.
Ön är obebodd, men har traditionellt betats av djur, främst får, men också nötboskap. Öns arean är 3,7 kvadratkilometer. Ön har en komplex kustlinje med många små vikar.
På ön finns ett välbevarat gravmonument från neolitisk tid och två kvarlämnade kanoner från skeppet HMS Gibraltar från första världskriget.

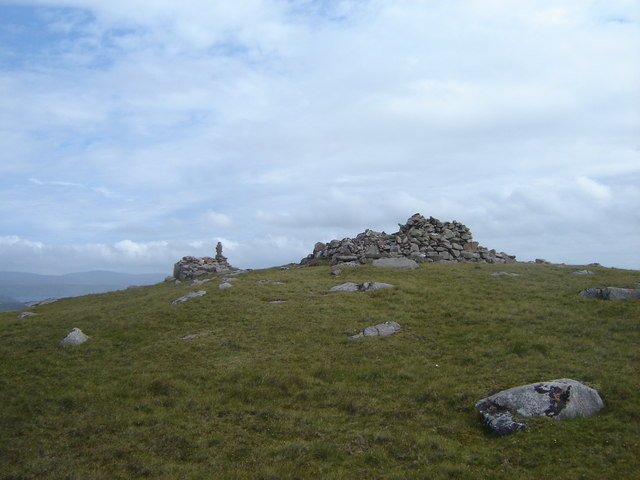
Den neolitiska graven på Vementry.

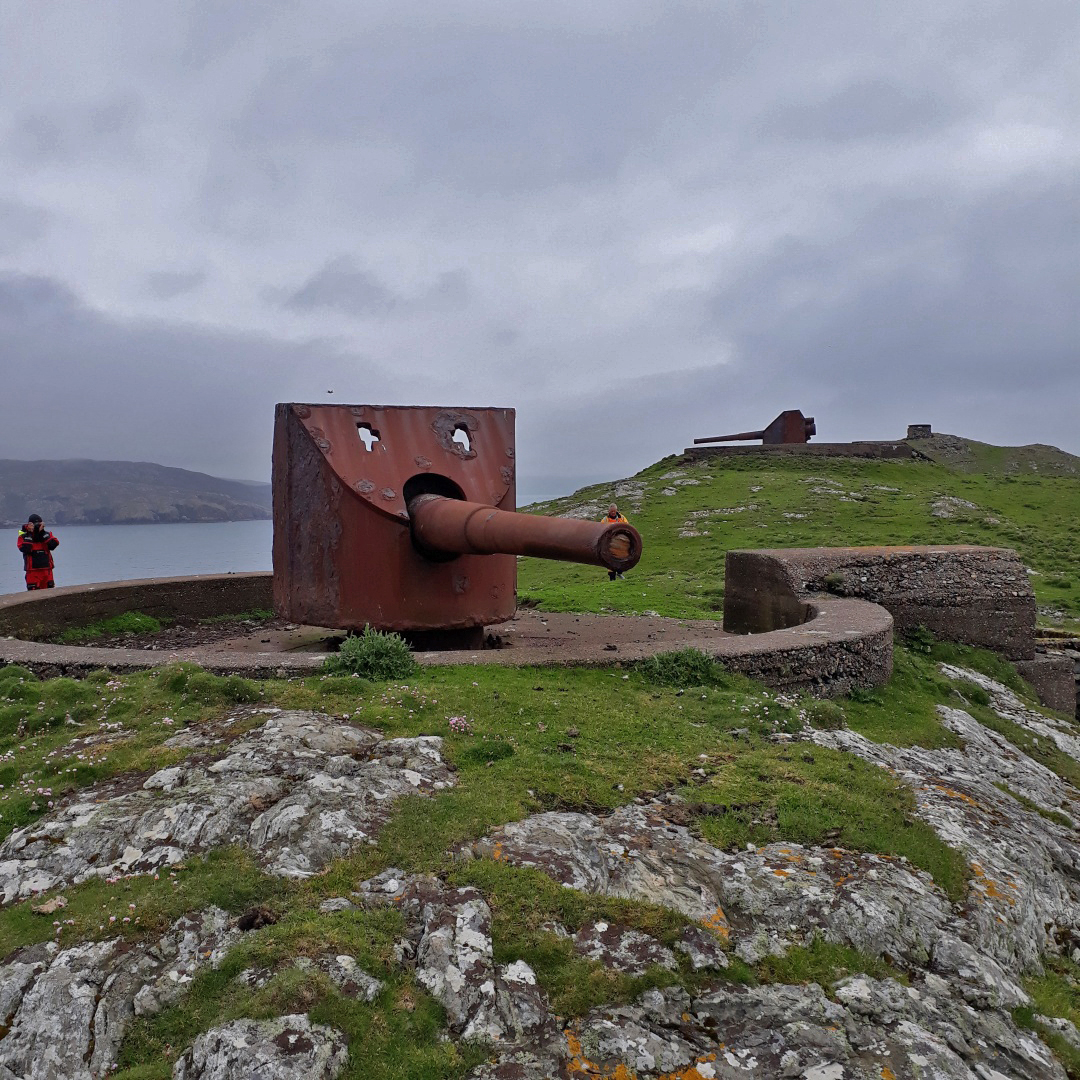
Kanonerna från första världskriget.